# Edificio AMP Society
L'Edificio AMP Society (in inglese: AMP Society Building) è un edificio storico della città di Wellington in Nuova Zelanda. 

## Storia
L'edificio venne progettato nel 1925 secondo il progetto degli architetti Clere & Clere e completato nel 1928.

## Descrizione
Il palazzo occupa un lotto d'angolo nel centro della città di Wellington. L'edificio, le cui facciate sono rivestite in granito grigio della Nuova Zelanda e in arenaria del fiume Hawkesbury, presenta uno stile neorinascimentale. Il fronte affacciato sul Customhouse Quay façadeè caratterizzato da un grande portale che occupa quasi un terzo dell'elevazione dell'edificio.